# Liste der Monuments historiques in Jaulny
Die Liste der Monuments historiques in Jaulny führt die Monuments historiques in der französischen Gemeinde Jaulny auf.

## Liste der Immobilien
| Bezeichnung       | Beschreibung                                                                                           | Standort              | Kennzeichnung | Schutzstatus   | Datum     | Bild           |
| ----------------- | --- | --------------------- | ------------- | -------------- | --------- | -------------- |
| Château de Jaulny | Burg, 12. Jahrhundert, ergänzt durch ein Festes Haus, um 1500; im 18. Jahrhundert zum Schloss umgebaut | Rue du Château (Lage) | PA00106047    | Inscrit Classé | 1988 1996 | weitere Bilder |

## Liste der Objekte
| Bezeichnung | Beschreibung              | Standort                              | Kennzeichnung | Schutzstatus | Datum | Bild |
| ----------- | ------------------------- | ------------------------------------- | ------------- | ------------ | ----- | ---- |
| Pietà       | Stein, um 1500; gestohlen | in der Kirche St-Jean-Baptiste (Lage) | PM54000307    | Classé       | 1926  |      |